# Mario Caroli
Mario Caroli (Pezze di Greco, 1974) è un flautista italiano.

## Biografia

### La formazione
Dopo gli studi regolari in Conservatorio (1989-1993), ottiene un diploma di solista con Annamaria Morini e viene profondamente influenzato da Manuela Wiesler. A ventidue anni vince lo storico premio Kranichsteiner Musikpreis durante i Ferienkurse di Darmstadt e l'anno dopo consegue, summa cum laude, una laurea in filosofia con una tesi su L'Anticristo di Friedrich Nietzsche.

### L'attività artistica
Solista virtuoso, il suo repertorio comprende i grandi classici della letteratura nonché le pagine più estreme del repertorio contemporaneo. Mario Caroli è oggi presente in molte grandi sedi concertistiche e collabora come solista con orchestre, ensemble e direttori prestigiosi.
L'ecletticità dei suoi gusti musicali - che possono passare in uno stesso programma da Marin Marais a Brian Ferneyhough - ne fa una figura che sta al di là di quello che si suole chiamare "specialista". Mario Caroli è ispiratore di una varie musiche del repertorio solistico contemporaneo, e molti compositori (Dillon, Eötvös, Fedele, Ferneyhough, Kurtág, Gervasoni, Hosokawa, Jolas, Mantovani, Saariaho, Sciarrino, Stroppa, Yuasa) hanno avuto con lui un legame di lavoro.

### L'attività didattica
Da qualche anno Mario Caroli porta avanti anche un'attività didattica, il cui principio ruota sull'osmosi tra il perfezionamento della tecnica classica e l'apprendimento di quella contemporanea, nonché sull'abbattimento delle barriere tra il repertorio della musica antica e quello contemporaneo. Tiene masterclasses e residenze in molti Conservatori ed Università di tutta Europa, Stati Uniti e Giappone.
Nella sua discografia ha un particolare rilievo l'incisione di intere monografie, come quelle fino ad oggi consacrate a Sciarrino, Jolivet, Carter o ancora Saariaho.

## Discografia
| Titolo                           | Autori | Solisti | Ensemble                               | Direttore           | Anno | Etichetta                      |
| -------------------------------- | --- | --- | -------------------------------------- | ------------------- | ---- | ------------------------------ |
| AS                               | Salvatore Sciarrino, James Dillon, Jesùs Rueda, Isang Yun, György Kurtág, Stefano Gervasoni, Brian Ferneyhough, Claude Debussy | Mario Caroli | -                                      | -                   | 2000 | SVaNa Records SVN 001          |
| L'opera per flauto vol. 1        | Salvatore Sciarrino | Mario Caroli | -                                      | -                   | 2001 | Stradivarius STR 33598         |
| Studi per l'intonazione del mare | Salvatore Sciarrino | Mario Caroli, Michele Marasco, Giampaolo Pretto, Manuel Zurria (flauti) | -                                      | Marco Angius        | 2001 | Stradivarius STR 33583         |
| L'opera per flauto vol. 2        | Salvatore Sciarrino | Mario Caroli | -                                      | -                   | 2002 | Stradivarius STR 33599         |
| My new address                   | Stefano Scodanibbio | Magnus Andersson (chitarra), Mario Caroli (flauto), Elena Casoli (chitarra), Rohan De Saram (violoncello), Jurgen Ruck (chitarra), Ian Pace (pianoforte)                                                 | -                                      | -                   | 2004 | Stradivarius STR 33668         |
| Ouvres avec violoncelle          | Elliot Carter | Nicolas Balderyrou (clarinetto), Mario Caroli (flauto), Alexis Descharmes (violoncello), Helene Devilleneuve (oboe), Jean Luc Menet (flauto), Nicolas Miribel (violino), Sebastien Vischard (pianoforte) | -                                      | -                   | 2004 | Assai 222602                   |
| Histoires d'autres Histoires     | Salvatore Sciarrino | Alda Caiello (soprano), Mario Caroli (flauto), Carola Gai (voce), Jonathan Faralli (percussioni) | Lost Cloud Quartet                     | -                   | 2004 | Zig Zag Territoires ZZT 040802 |
| Luoghi d'infinito andare         | Nadir Vassena | Mario Caroli (flauto), Marco Rogliano (violino) | Ensemble Algoritmo                     | Marco Angius        | 2004 | Altri suoni AS 179             |
| Maya                             | Ivan Fedele | Mario Caroli | Accroche Note Ensemble                 | -                   | 2004 | L'Empreinte Digitale ED 13198  |
| Tu surgis de l'absence...        | André Jolivet | Mario Caroli (flauto), Silva Costanzo (pianoforte) | -                                      | -                   | 2005 | Stradivarius STR 33711         |
| Eco                              | Michael Jarrell | Mario Caroli | Ensemble Accroche Note, Linea Ensemble | Jean-Philippe Wurtz | 2005 | Accord Universal 476 7196      |
| Mixtim                           | Ivan Fedele | Mario Caroli | Ensemble Algoritmo                     | Marco Angius        | 2006 | Stradivarius STR 33717         |
| Ventosum vocant                  | Betsy Jolas | Mario Caroli | Ensemble Accroche Note                 | -                   | 2006 | Accord 442 8449                |
| El Cimarrón                      | Hans Werner Henze | Magnus Andersson (chitarra), Mario Caroli (flauto), Nicholas Isherwood (baritono), Rodolfo Rossi (percussioni)                                                                                           | -                                      | -                   | 2006 | Stradivarius STR 33733         |